# Europese weg 86
De Europese weg 86 of E86 is een weg die uitsluitend door Griekenland loopt.
De weg begint vlak bij de grens met Albanië in Krystallopigi en eindigt in Géfyra in de buurt van Thesaloniki. Tussen Flórina en Amýntaio valt de E86 samen met de E65.